# 迪维茨-施波尔德斯哈根
迪维茨-施波尔德斯哈根是德国梅克伦堡-前波莫瑞州的一个市镇。总面积27.50平方公里，总人口482人，其中男性240人，女性242人（2011年12月31日），人口密度18人/平方公里。